# Echites agglutinatus
Echites agglutinatus är en oleanderväxtart som beskrevs av Nikolaus Joseph von Jacquin. Echites agglutinatus ingår i släktet Echites och familjen oleanderväxter. Inga underarter finns listade i Catalogue of Life.